# Nowy Staw (Wzgórza Bukowe)
Nowy Staw (Karasi Staw) – sztuczny zbiornik wodny położony na Wzgórzach Bukowych, w Puszczy Bukowej, na południowy wschód od Kołowa i na północny zachód od Glińca (województwo zachodniopomorskie, powiat gryfiński, gmina Stare Czarnowo).
Jest to trójkątny zbiornik wodny utworzony w 1972 r. na skutek spiętrzenia wód spływających z mokradeł Surowizny; krótkim ciekiem połączony z Potokiem Słonecznym. Wyjątkowo malowniczy wygląd zawdzięcza bogatej roślinności, zarastającej gęsto brzegi.
Staw znajduje się 1,2 km na południowy zachód od Arboretum w Glinnej.